# 士䵋
士䵋，蒼梧郡廣信人，東漢政治人物。士燮、士壹的弟弟。
士䵋原为徐闻县县令，交州刺史朱符被殺，州郡擾亂。士燮任命士壹為合浦郡太守，任命士䵋领九真郡太守。建安十五年（210年），归附孙权。依然领九真郡。黄龙五年（226年），士燮去世，士燮子士徽与孙吴对抗，兵败被杀。士䵋归降，孙权原谅其罪，和士燮之子士廞，都被免为庶人。几年后，士壹、士䵋坐法被诛。

## 家屬
- 父 賜
- 兄 士燮
- 兄 士壹
- 弟 士武